# Emmerdale (álbum)
Emmerdale es el álbum de debut de la banda sueca The Cardigans. Primero fue publicado en Suecia el 18 de febrero de 1994 y el 24 de septiembre en Japón. Más tarde fue reeditado en Europa en enero y en Canadá en mayo de ese mismo año. Una versión especial fue publicada en EE. UU. por Minty Fresh Records e incluye un disco extra con canciones del segundo álbum de The Cardigans, Life.

## Listado de canciones
1. "Sick and Tired" (Peter Svensson, Magnus Sveningsson) – 3:24
2. "Black Letter Day" (Svensson, Sveningsson) – 4:31
3. "In the Afternoon" (Svensson, Sveningsson) – 4:10
4. "Over the Water" (Svensson, Sveningsson) – 2:13
5. "After All..." (Svensson, Sveningsson) – 2:56
6. "Cloudy Sky" (Svensson) – 4:07
7. "Our Space" (Svensson, Sveningsson) – 3:30
8. "Rise & Shine" (Svensson, Sveningsson) – 3:28
9. "Celia Inside" (Svensson, Sveningsson) – 3:34
10. "Sabbath Bloody Sabbath" (Butler, Iommi, Osbourne, Ward) - 4:32
  - tema original de Black Sabbath
11. "Seems Hard" (Svensson) – 3:56
12. "Last Song" (Sveningsson) – 3:21

## Listado de canciones del disco extra de la edición de EE.UU
1. "Pikebubbles" (Svensson, Sveningsson) – 3:02
2. "Travelling with Charley" (Svensson, Sveningsson) – 4:11
3. "Sunday Circus Song" (Svensson, Sveningsson, Tore Johansson) – 3:54
4. "Closing Time" (Svensson, Sveningsson, Johansson) – 10:22

## Sencillos
en Suecia:
- Rise and Shine
- Black Letter Day
- Sick and Tired